# Kungsgatan (film)
Kungsgatan är en svensk dramafilm från 1943 i regi av Gösta Cederlund. I huvudrollerna ses Barbro Kollberg och Sture Lagerwall.

## Handling
Till storstaden Stockholms glittrande och lockande livspuls drogs många ungdomar på 1900-talet. Så även bondpojken Adrian och statarflickan Marta. Filmen handlar om deras öden, om kampen att skaffa sig en ny tillvaro på egen hand.
Adrian har svårigheter med främlingskapet i den hårda storstadsmiljön. Marta faller till slut för frestelsen att "gå på gatan". I det här fallet Kungsgatan, Stockholms paradgata på 1930- och 1940-talen men även dess prostitutionsstråk.

## Om filmen
Filmen premiärvisades den 17 september 1943 på biograf Olympia i Stockholm. Den spelades in vid Imagoateljéerna i Stockholm med exteriörer från Värmdölandet i Nacka och Stockholms centrum av Albert Rudling. Filmen har visats vid ett flertal tillfällen i SVT, bland annat i april 2001 och i oktober 2019.
Förlaga till filmen är Ivar Lo-Johanssons roman Kungsgatan som utgavs 1935.

## Rollista i urval
- Barbro Kollberg – Marta, statarflicka
- Sture Lagerwall – Adrian, bondson
- Marianne Löfgren – Dolly, prostituerad
- Lisskulla Jobs – Cecilia, prostituerad
- Barbro Flodquist – Viran, prostituerad
- Stina Ståhle – Karossen, prostituerad
- Viveka Linder – Lisa Ek, prostituerad
- Naima Wifstrand – portvaktsfrun
- Linnéa Hillberg – Martas mor
- Gösta Cederlund – läkaren
- Sven Bergvall – Moderat, arbetare
- Henrik Schildt – Erik, den unge bankmannen
- Hugo Jacobson – Krafft, sutenör
- Carl Ström – verkmästaren på Moderats 60-årskalas
- Erik Forslund – Martas far
- Ruth Weijden – fru Moderat
- Bojan Westin – Josefin, Martas yngre syster
- Arne Lindblad – Gustafsson, kaféägare
- Norma Sjöholm – flicka på musikkonditori

## Musik i filmen
- Bel ami (Du hast Glück bei den Frau'n, bel ami), kompositör Theo Mackeben, tysk text Hans Fritz Beckmann svensk text Karl-Ewert, sång Viveka Linder
- Storstaden sjunger (Stadens melodi), kompositör Jules Sylvain, text Sven-Olof Sandberg, sång Sven-Olof Sandberg
- Bland kobbar och skär, kompositör Jules Sylvain, text Jokern, instrumental
- Souvenir de Venice, kompositör Jules Sylvain, instrumental

## DVD
Filmen gavs ut på DVD 2013.